# Bewegung zur Vereinigung von Rumänien und Moldau

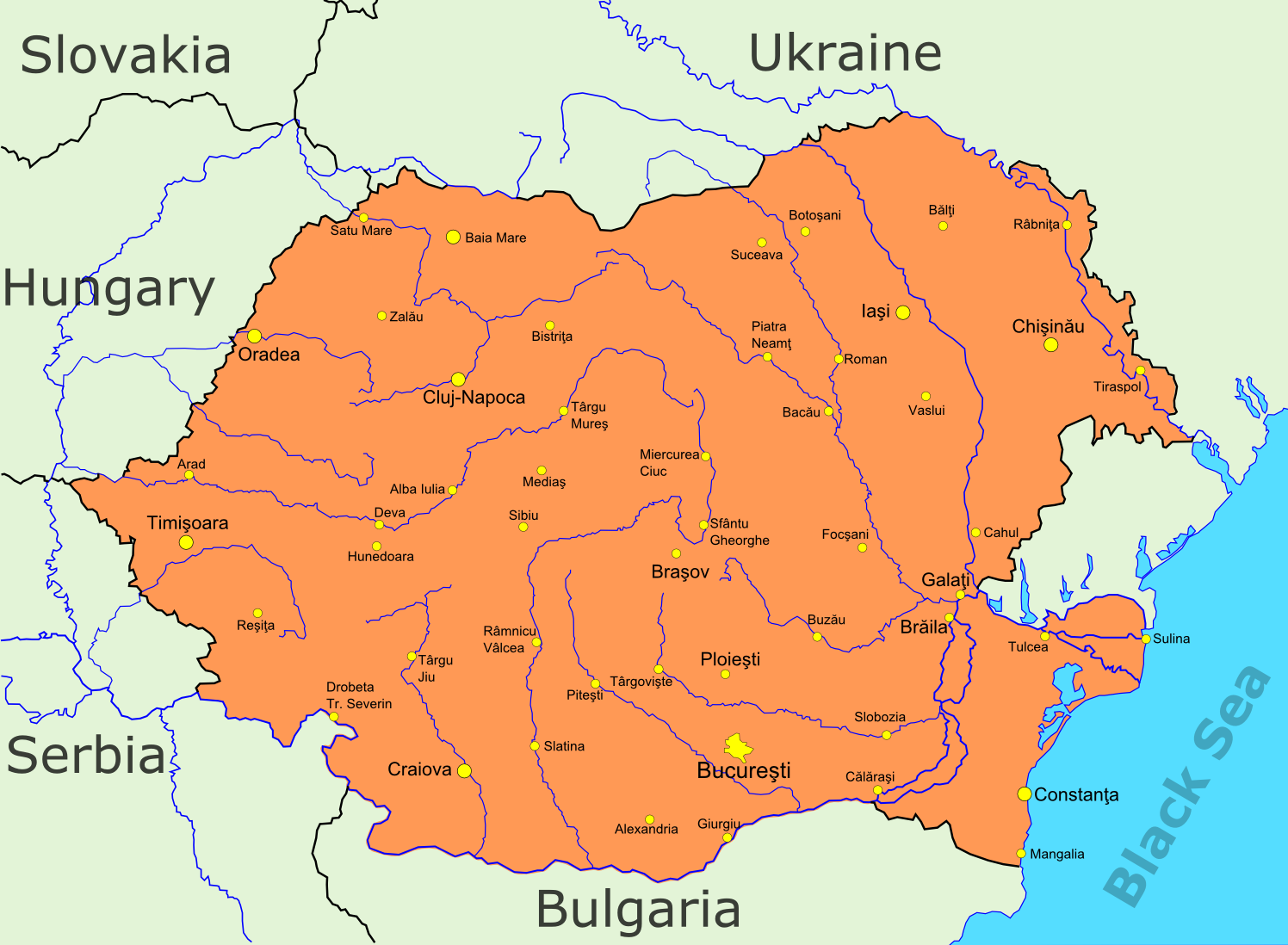
Karte von Rumänien nach einer hypothetischen Vereinigung mit der Republik Moldau

Die Bewegung zur Vereinigung von Rumänien und der Republik Moldau entstand in der Phase der Perestroika, als die lokalen Eliten, maßgeblich die moldauische Nationalbewegung, in Chișinău zunehmend politische Freiheiten erlangten. Die Unabhängigkeitsbewegung in Moldau war von Anfang an gespalten, in diejenigen, die Moldau als eigenen Staat sahen und diejenigen, die eine Vereinigung mit Rumänien forderten. Nach der staatlichen Unabhängigkeit infolge der Auflösung der Sowjetunion gewann die Bewegung zur Vereinigung von Rumänien und Moldau an Zulauf, konnte sich jedoch nicht gegenüber den Bestrebungen zur Eigenstaatlichkeit (Moldovenismus) der moldauischen Elite durchsetzen und verlor gegen Ende der 1990er Jahre an Bedeutung.

## Ursprung
Das Fürstentum Moldau umfasste ursprünglich sowohl Gebiete, die heute zu Rumänien (Westmoldau) als auch zur Republik Moldau (Bessarabien/Ostmoldau) sowie teilweise zur heutigen Ukraine gehören. Im Jahr 1812 (Friede von Bukarest) wurde Bessarabien durch das Osmanische Reich an Russland übertragen. Bei der Vereinigung der rumänischen Fürstentümer Moldau und Walachei 1859 blieb der östliche Teil Moldaus daher ausgeschlossen. Bessarabien wurde 1918 von Rumänien während des Ersten Weltkriegs besetzt. Nach dem Zweiten Weltkrieg musste Rumänien Bessarabien an die Sowjetunion abtreten (erstmals 1940; endgültig ab 1944; formal ab 1947 in der Pariser Friedenskonferenz). 1991 wurde Moldau unabhängig.

## Nach dem Zerfall der Sowjetunion
Die Moldauer sind eine Volksgruppe der Rumänen und sprechen die moldauische Mundart der rumänischen Sprache. Ethnisch und kulturell sind sie – und sehen sich auch selber als – ein Teil des rumänischen Volks. Sie stellen die absolute Mehrheit der Landesbevölkerung in der Republik Moldau. In den Städten und im Landesteil Transnistrien haben sie zwar die relative Mehrheit (1989 40 %) inne, bei der restlichen Bevölkerung bilden aber Russen und Ukrainer den weit überwiegenden Anteil. Dieses Territorium liegt östlich des Flusses Dnister, der bis 1812 die östliche Grenze des Fürstentums Moldau bildete, und war zwischen 1941 und 1944 von Rumänien besetzt, als Teil des Gouvernements Transnistrien.
Am 6. Mai 1990 wurden an beiden Ufern des Flusses Pruth, der die Grenze zwischen Rumänien und der Moldauischen Sowjetrepublik darstellte, Großdemonstrationen organisiert, an denen Hunderttausende Demonstranten aus beiden Staaten teilgenommen haben. Diese Demonstrationen sind in der Geschichte unter dem Namen „Podul de Flori“ (übersetzt: „Die Blumenbrücke“) eingegangen. Die Grenze, die während der sowjetischen Herrschaft jahrzehntelang fast ausschließlich nur für den Güterverkehr geöffnet war, da man beiderseits die menschlichen Kontakte gezielt unterbrochen hatte, wurde an acht Grenzübergängen geöffnet (Miorcani-Pererita, Stânca-Costești, Sculeni-Sculeni, Ungheni-Ungheni, Albița-Leușeni, Fălciu-Stoianovca, Oancea-Cahul und Galați-Giurgiulești). Getrennte Familien konnten nach einer jahrzehntelangen Trennung wieder zusammenfinden und es entstand eine Stimmung, die an den Berliner Mauerfall erinnerte. Eine ähnliche Demonstration wurde auch am 16. Juni 1991 organisiert.
Nach dem Zerfall der Sowjetunion 1991 forderte die Christlich-Demokratische Partei, dass sich Rumänien und Moldau nach deutschem Vorbild vereinigen sollten. Diese Forderung wird auch von der Liberalen Partei unterstützt, während die Kommunistische Partei sich offen dagegen ausspricht.

## Entwicklung seit 2000

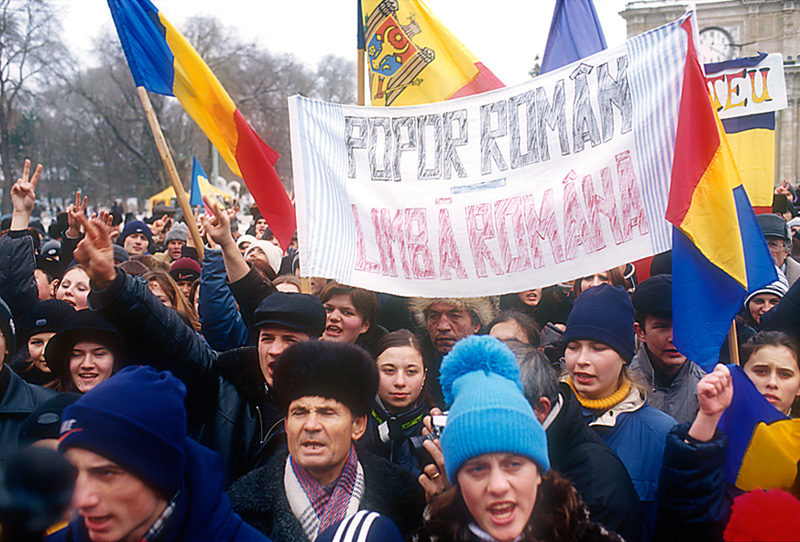
Demonstration der PPCD – „Rumänisches Volk – Rumänische Sprache“ in Chișinău/Moldau (Februar 2002)

Ende 2005 schlug der rumänische Präsident Traian Băsescu dem moldauischen Amtskollegen Vladimir Voronin eine solche Vereinigung vor, die von der moldauischen Seite jedoch abgelehnt wurde. Bei einer Umfrage im November 2006 in Moldau hatten 48 % der Befragten den Wunsch ausgedrückt, rumänische Staatsangehörige zu werden, während 46 % dagegen waren und weitere 5 % unentschieden. Bei einer Umfrage aus dem März 2006 in Rumänien hatten 51 % der Befragten den Wunsch für eine Vereinigung ausgedrückt, während 27 % sich für die Beibehaltung des gegenwärtigen Zustands aussprachen.

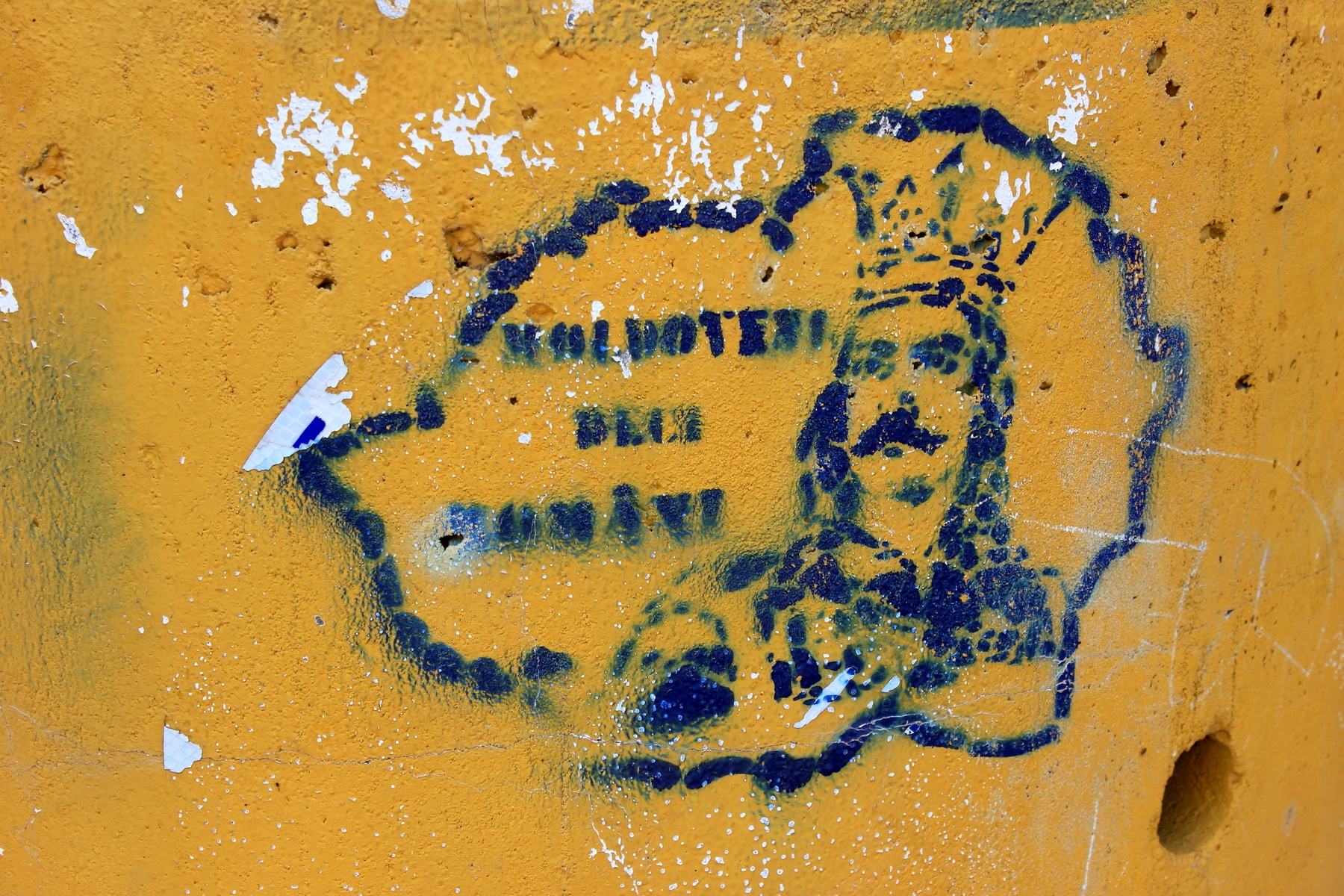
Graffiti mit den Umrissen von Großrumänien bei Briceni, Moldau

Nach den moldauischen Parlamentswahlen im April 2009 flammte die Debatte über eine mögliche Vereinigung beider Staaten erneut auf. Die regierenden Kommunisten warfen der Opposition vor, von Rumänien bezahlt zu sein und die Eigenstaatlichkeit Moldaus aufgeben zu wollen. Angesichts der anhaltend schlechten Wirtschaftslage in Moldau, verstärkt durch die Weltwirtschaftskrise, wuchs in der moldauischen Bevölkerung der Wunsch nach Annäherung an die Europäische Union und deren Mitgliedstaat Rumänien. Bei den Protesten gegen die vermuteten Wahlfälschungen waren zahlreiche rumänische Flaggen zu sehen.
Am 17. April 2011 gründete eine Gruppe von Nichtregierungsorganisationen (NGO) und anderen Initiativen aus Rumänien und Moldau die Bürgerplattform Aktion 2012 (Acțiunea 2012), um den Prozess der Vereinigung der beiden Staaten zu unterstützen. Die Organisation wird von dem Journalisten George Simion (* 1986) geleitet. Nachdem Simion für den 16. Mai 2015 zu einer Großdemonstration für „die Beschleunigung der EU-Integration der Republik Moldau durch die Vereinigung mit Rumänien“ aufgerufen hatte, wurde er des Staates verwiesen. Laut einem Vertreter des moldauischen Innenministeriums und der Behörde für Migration und Asyl darf Simion – der sowohl die moldauische als auch die rumänische Staatsbürgerschaft besitzt – in den nächsten fünf Jahren nicht nach Moldau zurückkehren.
2014 lag der Prozentsatz derjenigen, die für die Wiedervereinigung waren, bei nur 15 bis 20 Prozent. In den letzten Jahren ist in Moldau eine Zunahme derjenigen zu beobachten, die sich die Wiedervereinigung mit Rumänien wünschen. Eine Umfrage von September 2019 ergab, dass 30 % der Bevölkerung Moldaus für die Wiedervereinigung mit Rumänien und 60 % dagegen sind. Im April 2021 stieg die Zustimmung auf 50 % und lediglich 43 % waren dagegen.

## Karten

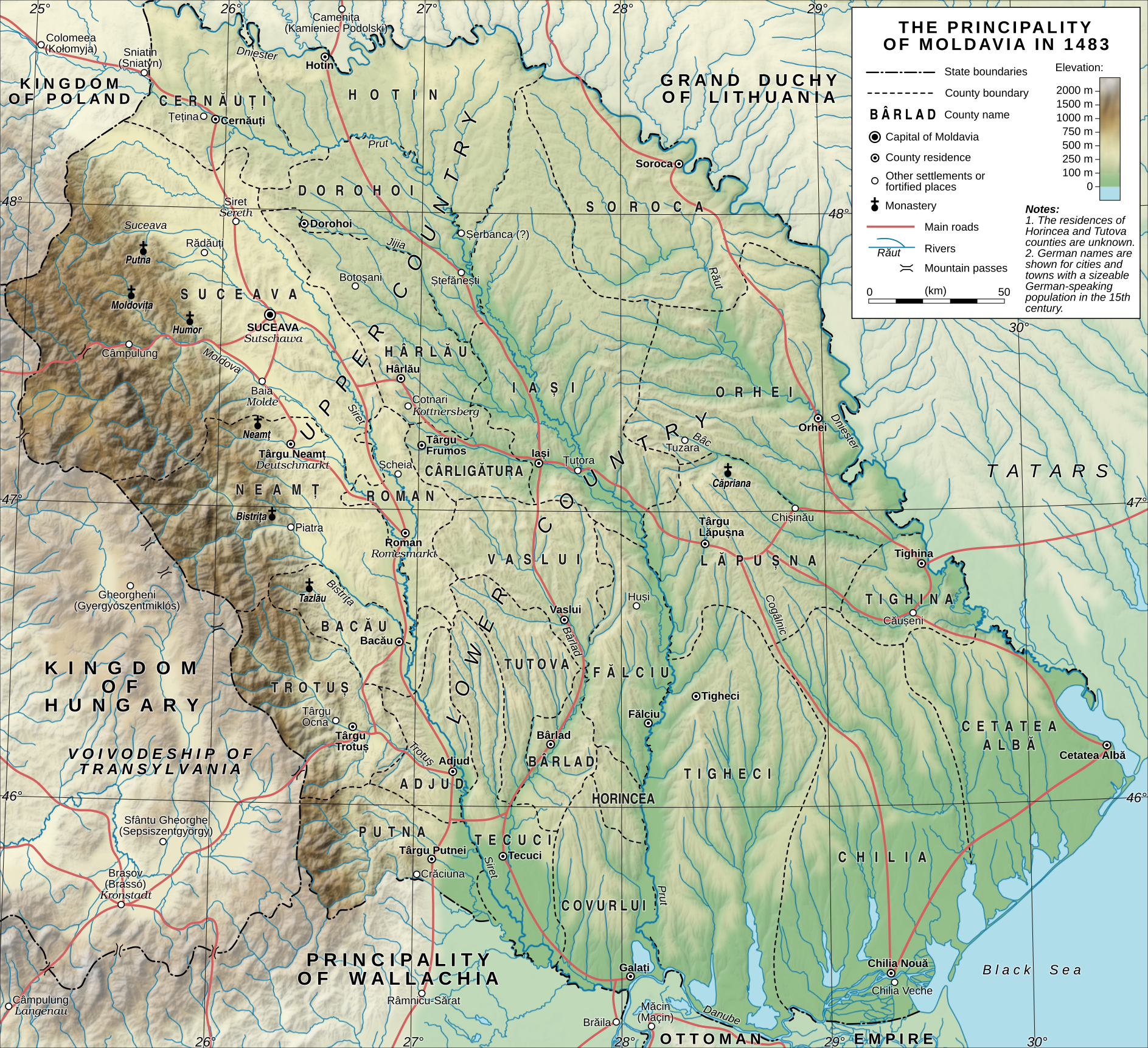
Das Fürstentum Moldau (1483)
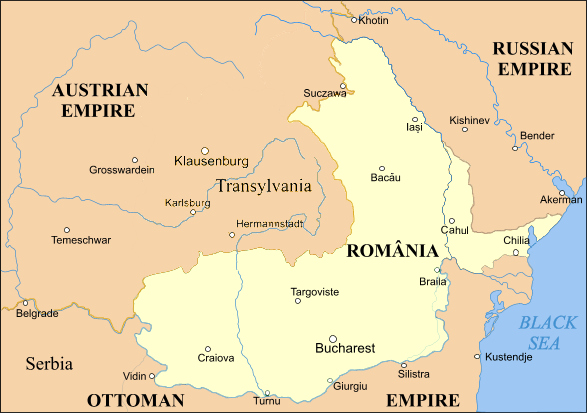
Rumänien vor dem Berliner Kongress (1878)
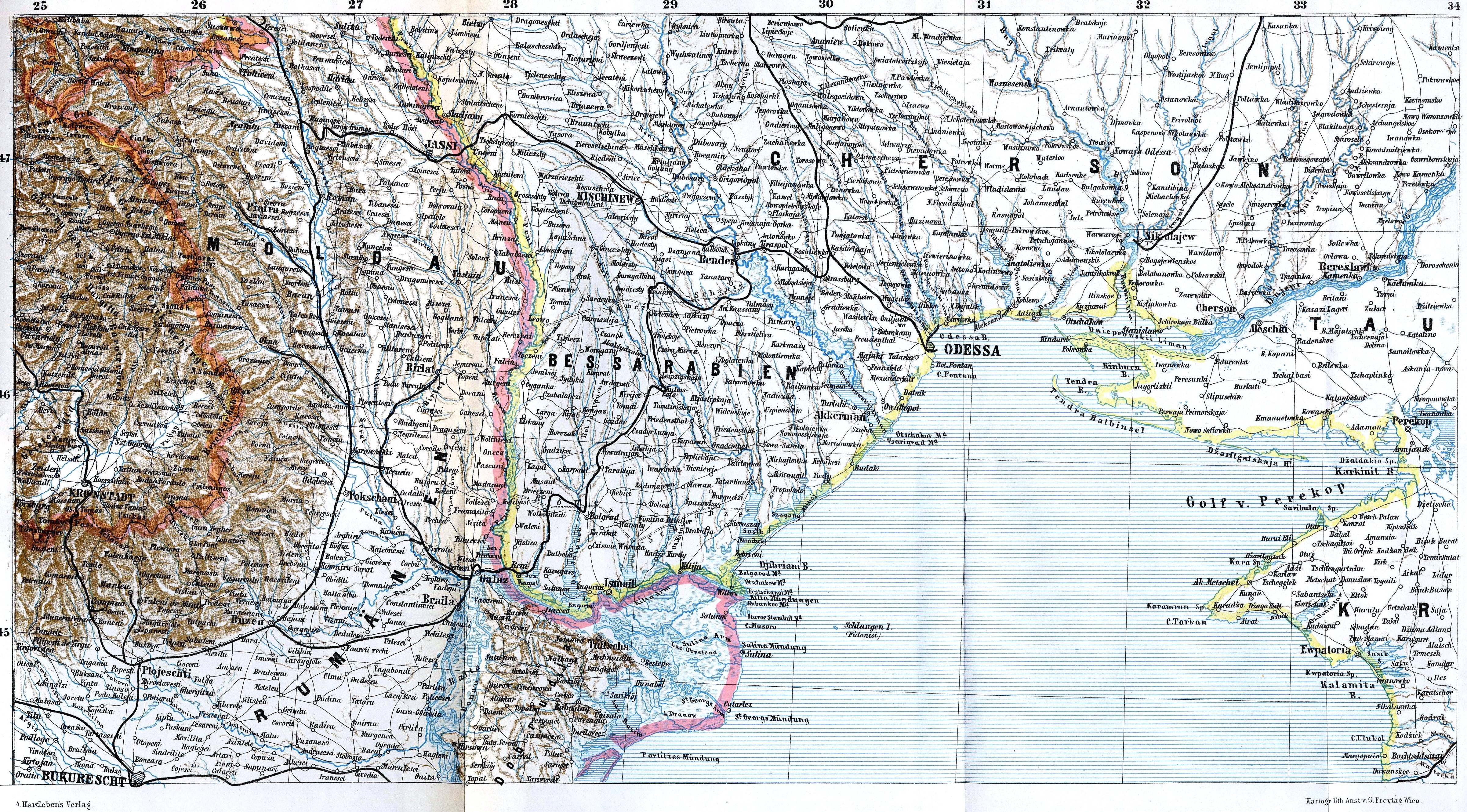
Rumänien und das Gouvernement Bessarabien (1878–1918)
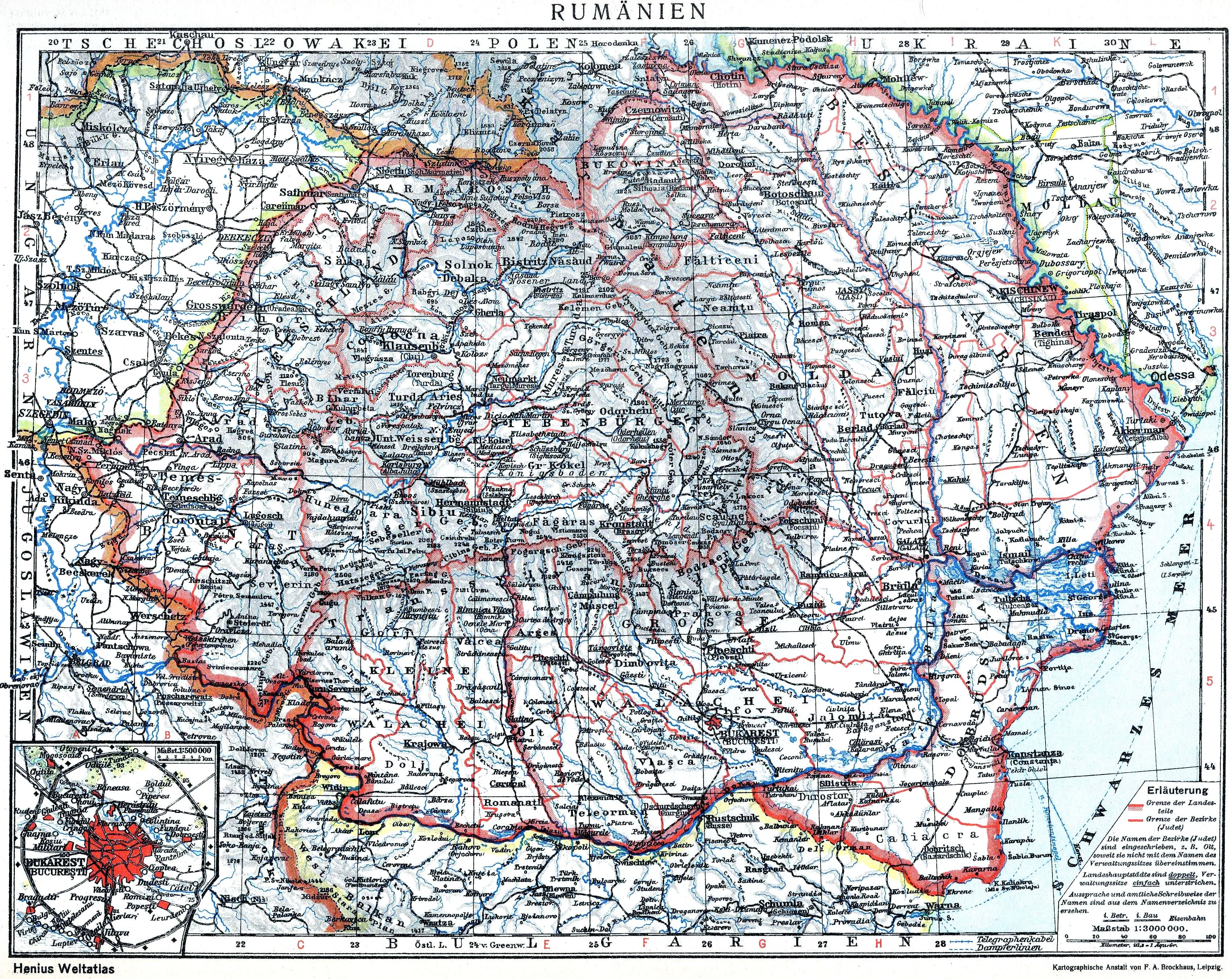
Rumänien (1918–1940) und die MASSR (1924–1940)
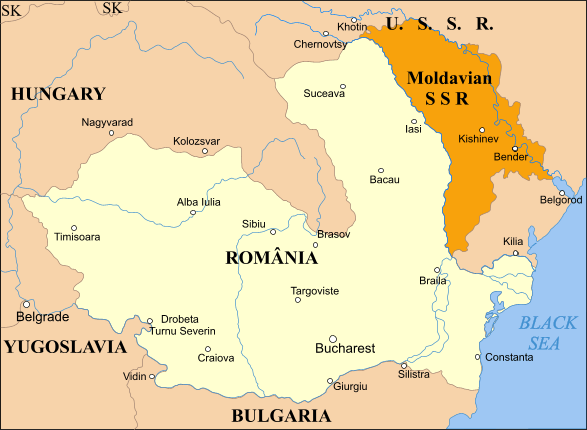
Rumänien und die Moldauische Sowjetrepublik (1940–1941)
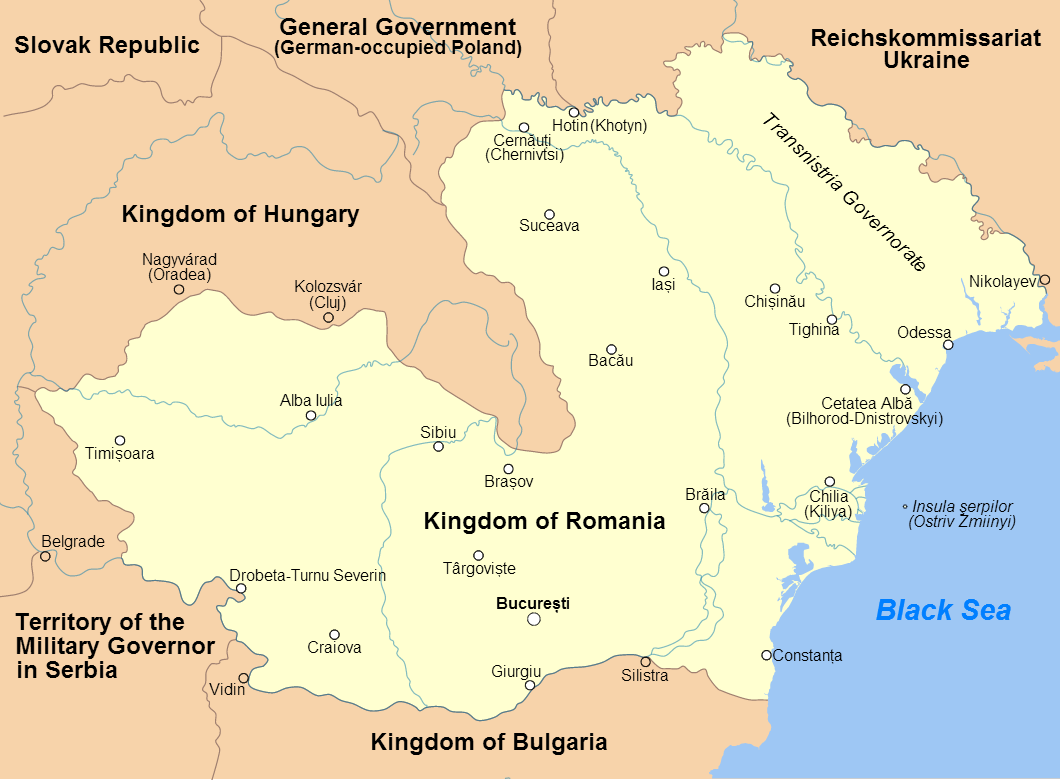
Rumänien und das Gouvernement Transnistrien (1941–1944)
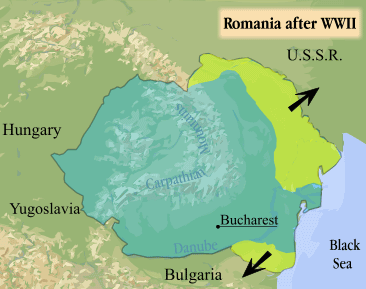
Rumänien nach der Pariser Friedenskonferenz (1947) im Vergleich zur Vorkriegszeit
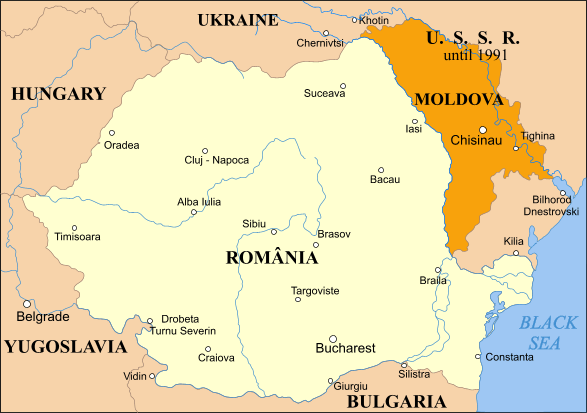
Rumänien und die Moldauische Sowjetrepublik (ab 1944)
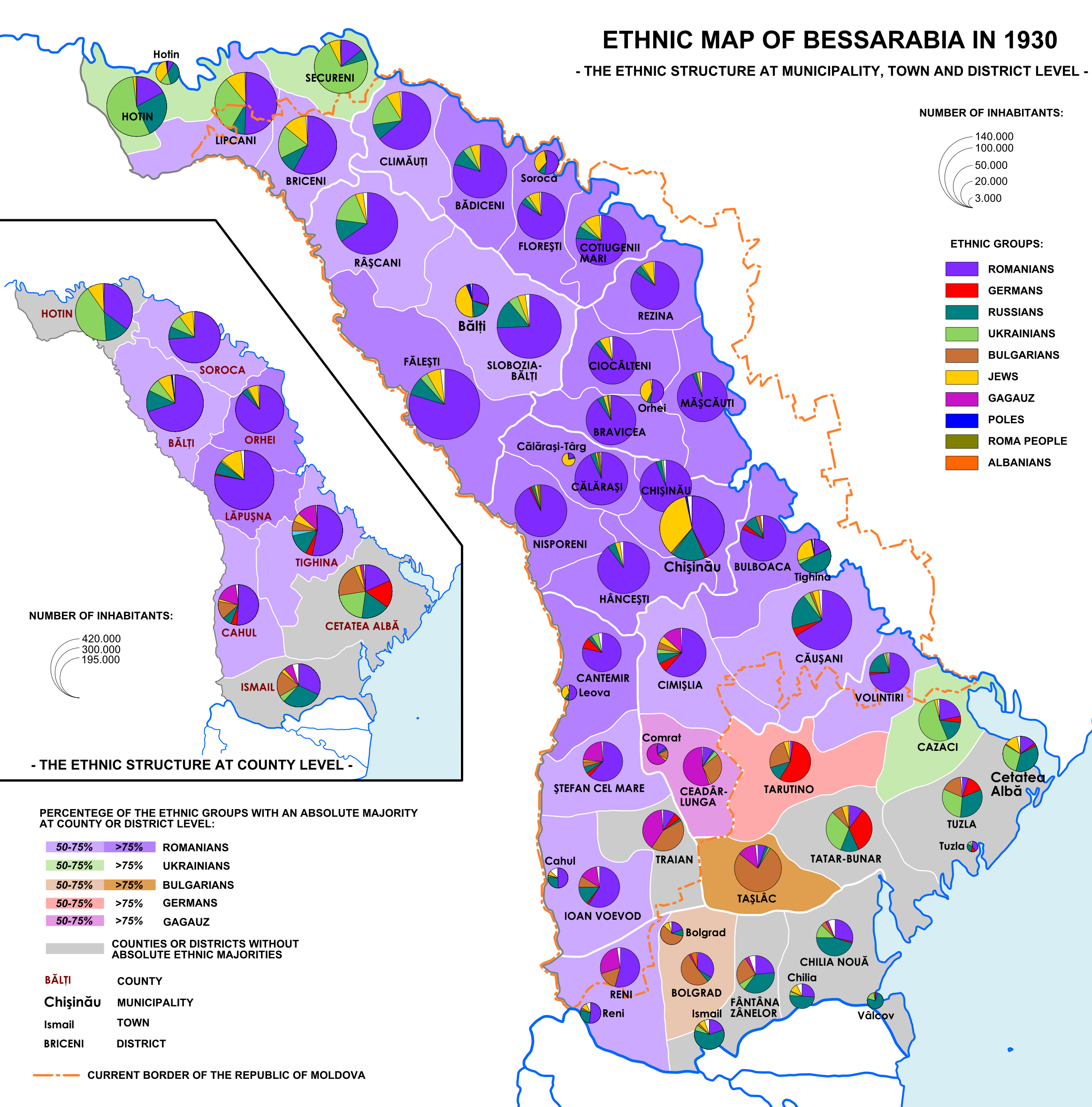
Ethnische Karte Bessarabiens (1930)
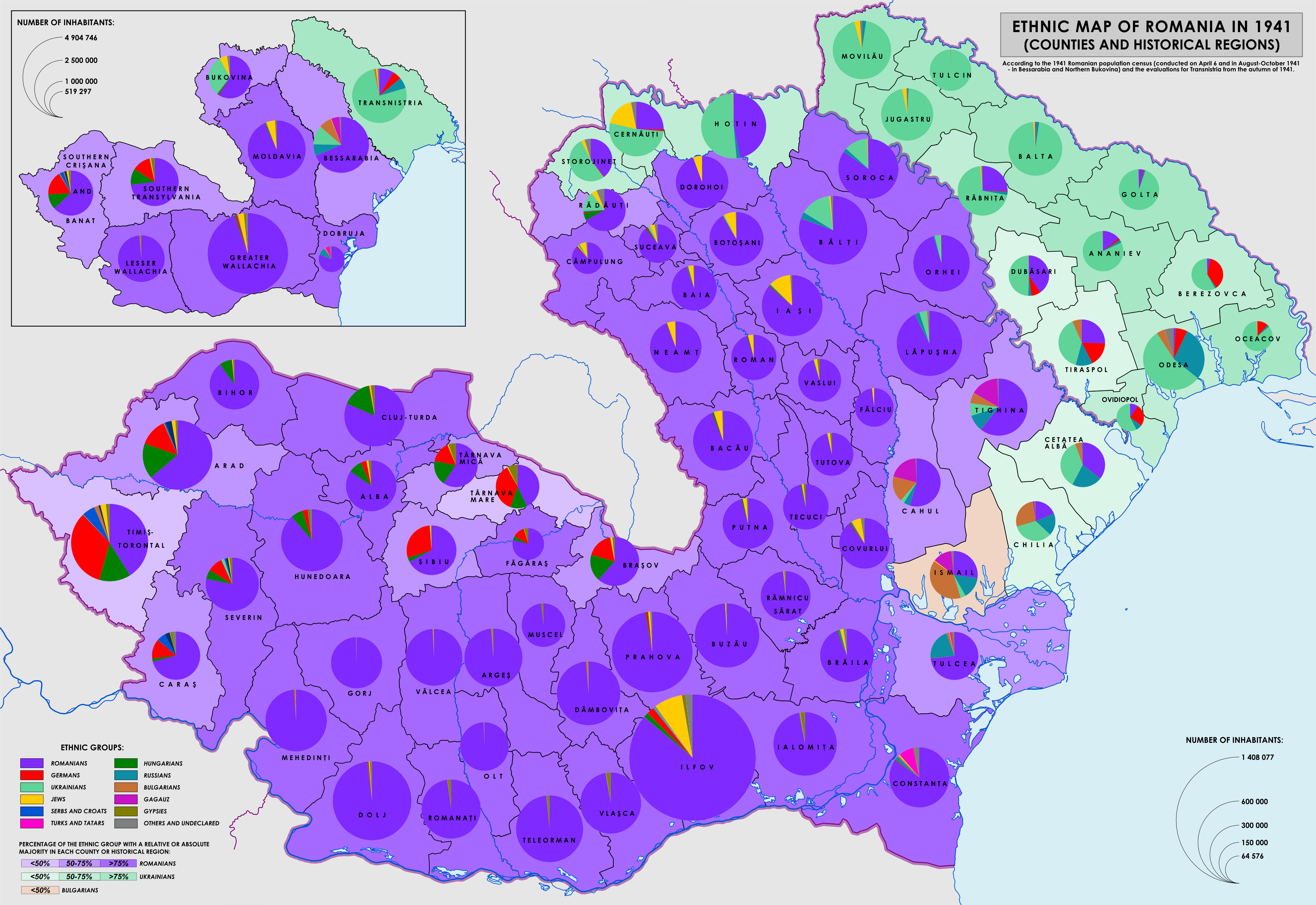
Ethnische Karte Rumäniens und des Gouvernements Transnistrien (1941)
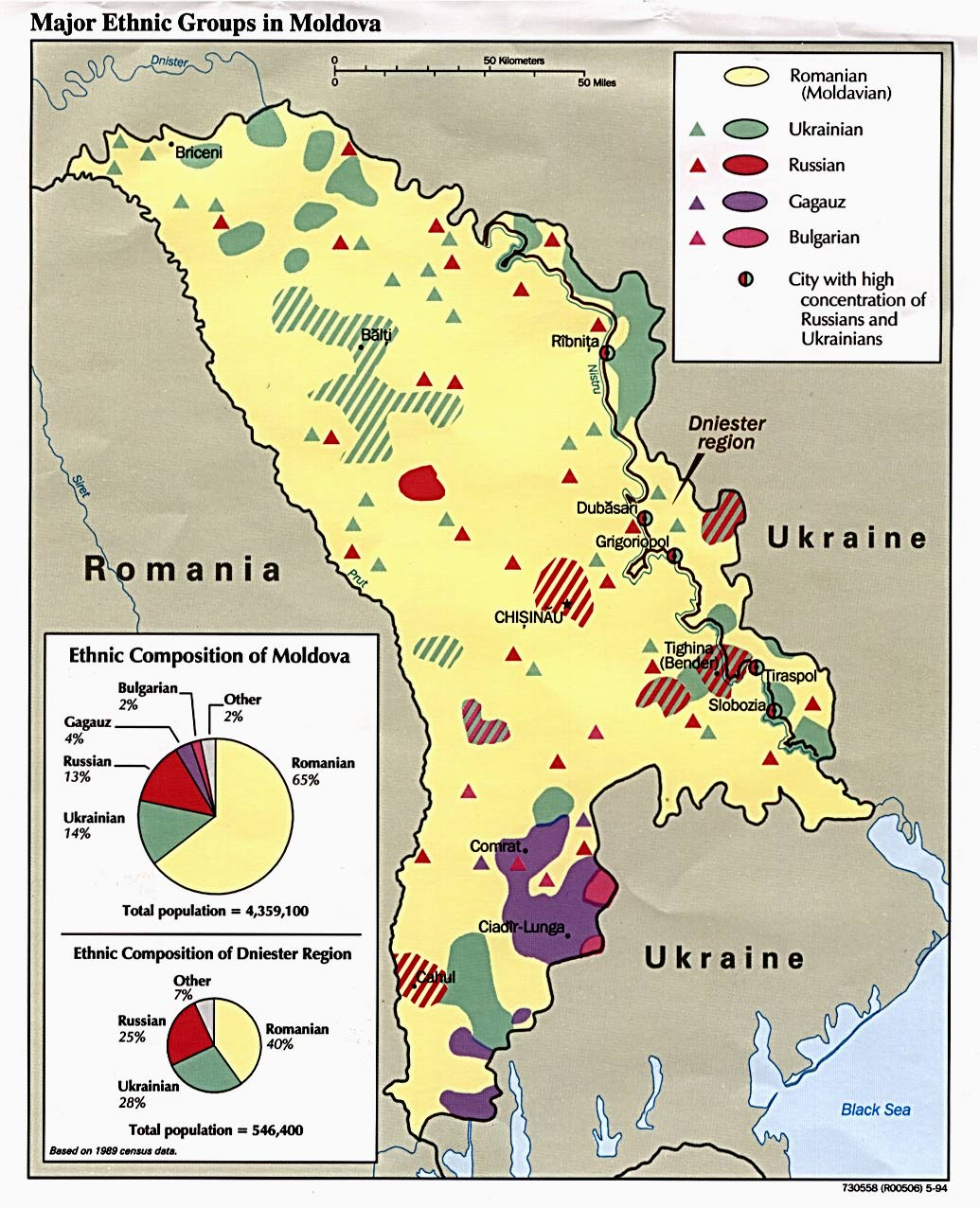
Ethnische Karte der Moldauischen Sowjetrepublik (1989)
Ethnische Karte Moldaus (2004)